# 霜山多加志
霜山 多加志（しもやま たかし、1970年7月30日 - ）は、愛知県出身の俳優、声優。NLT所属。

## 人物
円・演劇研究所を経て、劇団NLTに1996年から2014年まで所属。
身長175cm。体重105kg。
趣味はスポーツ観戦。特技はタップダンス、バレーボール、剣道、野球、おいしそうに食べること・飲むこと。

## 出演作品

### テレビドラマ
- 秋のドラマスペシャル / 土俵の鬼・若乃花物語（1992年、テレビ朝日）
- 偽りの花園（2006年、東海テレビ）
- 仮面ライダーオーズ/OOO（2011年、テレビ朝日） - 記者
- パナソニック ドラマシアター / 水戸黄門 第43部（2011年、TBS） - 満太
- 相棒（2012年、テレビ朝日） - レンタルビデオ店店長
- 水曜ミステリー9 / 黒星警部の密室捜査（2015年、テレビ東京） - 同窓会出席者
- 動物戦隊ジュウオウジャー（2016年、テレビ朝日） - ケーキ屋店長

### テレビ番組
- 経済ドキュメンタリードラマ ルビコンの決断（テレビ東京）
- ザ!世界仰天ニュース（日本テレビ）

### 映画
- ろくでなしBLUES'98（1998年、パル企画） - ブッチャー
- グッドモーニングショー（2016年、東宝）
- 女子高生物語 淫らな果実（2017年、東映ビデオ）

### 舞台
- 月の小鳥たち ※デビュー作[2]
- 俳優座劇場公演
  - 裸足で散歩
  - 「オスカー」
  - 佐賀のがばいばあちゃん
- ウッディシアター中目黒公演「結婚披露宴」
- かめありリリオホール公演「マカロニ金融」
- 内幸町ホール公演
  - 「四季の庭」
  - 「法王庁の避妊法」
- 博品館劇場公演
  - 「毒薬と老嬢」
  - 「宴会泥棒」
  - 「犯人は私だ!」
  - 「検察官」
- みゆき館劇場公演「一初恋」
- 本多劇場グループ
  - 「劇」小劇場公演
    - 「ニールとサイモン そしてガーファンクル」
    - 「お父さんの恋人」

  - 小劇場B1公演
    - 「もーいいかい、まーだだよ」
    - 「緑のオウム亭」
- 三越劇場公演
  - 「嫁も姑も皆幽霊」
  - 「花の元禄後始末」
- くにたち市民芸術小ホール公演リーディング「オルフォイスあるいはイザナギ」
- 赤坂RED/THEATER公演「LULU」
- 東京芸術劇場アトリウスト公演「コモン・グラウンド」
- 東京ドイツ文化センター公演ドイツ同時代演劇リーディング・シリーズ「冬の旅」
- I.N.S.N.企画公演「山歩き♡がきれいなの」
- OFF OFFシアター公演「DUTCHMAN」
- 彩の国さいたま芸術劇場公演「彩の国・舞台芸術祭／神の庭園」
- 帝国劇場公演「カルメンと呼ばれた女」
- 北とぴあ・さくらホールハンガリー国立ブダペスト公演 オペレッタ「微笑の国」
- 新国立劇場公演「こうもり」
- 日生劇場公演 狂言オペレッタ「うつぼ猿」、「くさびら」
- シアターコクーン公演 タンゴ「冬の終わりに」
- 東京文化会館・横須賀芸術劇場公演 オペラ「タンホイザー」
- 新橋演舞場・博多座・大阪松竹座・中日劇場公演「スーパー歌舞伎 ヤマトタケル」
- 雷ストレンジャーズ公演
  - 「フォルケフィエンデー人民の敵」
  - 「山歩き」
  - 「父」
  - 「冬の旅」
  - 「コモン・グラウンド」
  - 「リーグ・オブ・ユース〜青年同盟」
  - 「オルフォイスあるいはイザナギ 黄泉の国からの帰還」
- いっしょに夕食を!

### CM
- ベルフェイス 「新人加入篇」
- キリン ゴールデンビター
- ケイアイスター不動産
- サッポロビール 極ZERO
  - 「飲み会篇」
  - 「銭湯篇」
  - 「お待たせしました篇」
  - 「すっごく、ゼロ! 篇」
  - 「ゼロにしちゃう会篇」
    - 「ゼロにしちゃう会 屋形船篇」
- P&G レノア本格消臭「すげーぞ! 本格消臭」
- JAバンク 「ビジネスはチームプレイだ! 編」
- 日本コカ・コーラ リアルゴールド 「リアゴエール編」

### VP
- 東京都教育庁 「こころの扉」
- 内閣府 「被害者支援ロールプレイビデオ」
- 「排除の分かれ道」

### 吹き替え

#### 映画
- エージェント・コーディ
- エバン・オールマイティ
- ネバーセイ・ネバーアゲイン
- パイレーツ・オブ・カリビアン
- 北京ヴァイオリン
- ミッシング・ガン
- 40歳からの家族ケーカク
- ランダウン ロッキング・ザ・アマゾン（マーティン）
- ランダム・ハーツ ※金曜ロードショー版
- ロスト・ワールド/ジュラシック・パーク
- ロンゲスト・ヤード（ブルーシー〈ニコラス・タートゥーロ〉）

#### テレビドラマ
- I☆LOVE! オリバー
- ER緊急救命室 シーズン11
- NCIS 〜ネイビー犯罪捜査班
- オザークへようこそ
  - シーズン1
  - シーズン2（メイソン）
- クッキ 〜菊熙〜
- チャームド 〜魔女3姉妹〜
  - シーズン2
  - シーズン3
- デスパレートな妻たち シーズン8
- ナイトシフト 真夜中の救命医（ドウェイン）
- 名探偵モンク シーズン3 ※NHK-BS版
- レリックハンター シーズン3

#### テレビアニメ
- キム・ポッシブル
- 北風ジャックの物語

#### 劇場版アニメ
- バービーと伝説の馬（フィリップ）
- ポーラー・エクスプレス ※劇場吹き替え版

### ナレーション
- ふるさとごはん便り（BSフジ）
- Let's 馬体験（グリーンチャンネル）

### ボイスオーバー
- 地球ドラマチック なりきりドキュメント「ハンバーガー屋さんがトップシェフに」（NHK教育テレビ）